# Henriette Gudin
Pour les articles homonymes, voir Gudin.
Henriette Hermine Louise Gudin, de son nom d'épouse Henriette Fauchier, née le 17 mai 1825 à Paris et morte le 14 juillet 1892 dans le 15e arrondissement de la même ville, est une artiste peintre française, spécialisée dans les marines.

## Biographie
Henriette Hermine Gudin  est la fille du peintre Théodore Gudin (1802-1880) et de sa première épouse, Adèle Bouillie (1799-1831). En 1848, elle réside au 21, rue de Hanovre à Paris. Mariée le 13 avril 1850 à Paris avec Étienne François Fauchier, elle a un fils. Après son mariage, elle continue pourtant à signer ses peintures de son nom de jeune fille. Elle commence à signer ses toiles du nom de « Mme Fauchier » aux alentours de 1864. Elle adopte parfois le pseudonyme de Mahier.
À l'exemple de son père, Henriette Gudin voue sa peinture aux scènes maritimes. Elle participe au Salon de Paris en 1848, 1849, 1850 et 1853. En 1853, elle habite au 157 rue du faubourg Saint-Honoré à Paris.
Alors qu'elle assigne en justice un fabricant de lithographies qui avait reproduit ses tableaux par lithochromie, elle est déboutée le 28 janvier 1873 par la septième chambre correctionnelle de Paris, un jugement confirmé en appel le 14 mars 1873.
Elle meurt le 14 juillet 1892 à Paris.

## Œuvres dans les collections publiques
France
- Avignon, musée Calvet.
- Blois, musée des Beaux-Arts.
- Bourges, musée du Berry.
- Brest, musée des Beaux-Arts :
  - Barques échouées à l'aurore, huile sur toile, 21,5 × 32,2 cm ;
  - Barques au clair de lune, huile sur toile, 22,2 × 32,2 cm[8].
- Nantes, musée des Beaux-Arts.
- Orléans, musée des Beaux-Arts
  - Bateaux dans un petit port, huile sur toile, 25,3 x 32,5 cm[9].
- Rennes, musée des Beaux-Arts.
- Saint-Vaast-la-Hougue, musée maritime de l'île Tatihou.

Royaume-Uni
- Barnard Castle, Bowes Museum.

Belgique
- Arlon, Musée Gaspar.

Œuvres d'Henriette Gudin
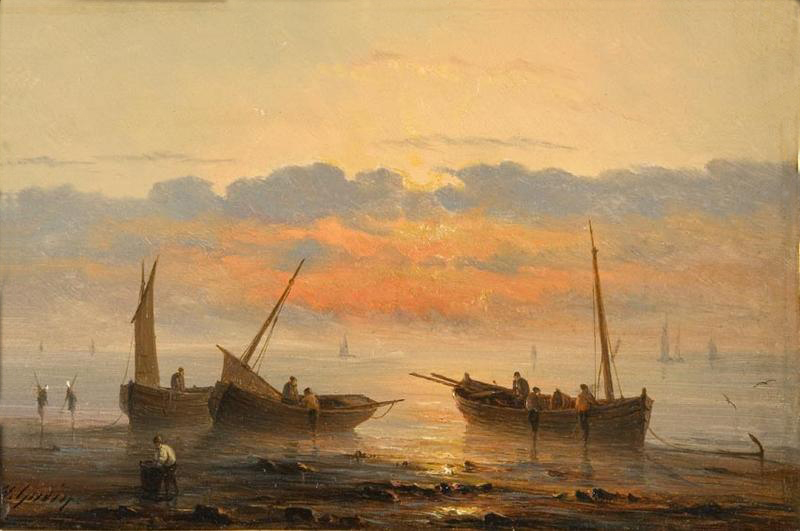
Marine, effet du matin, Rennes, musée des Beaux-Arts.
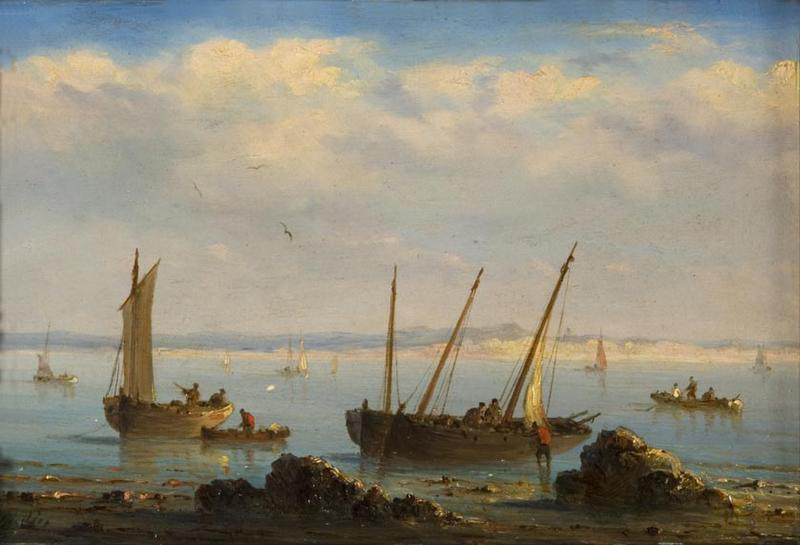
Marine, effet du soir, Rennes, musée des Beaux-Arts.
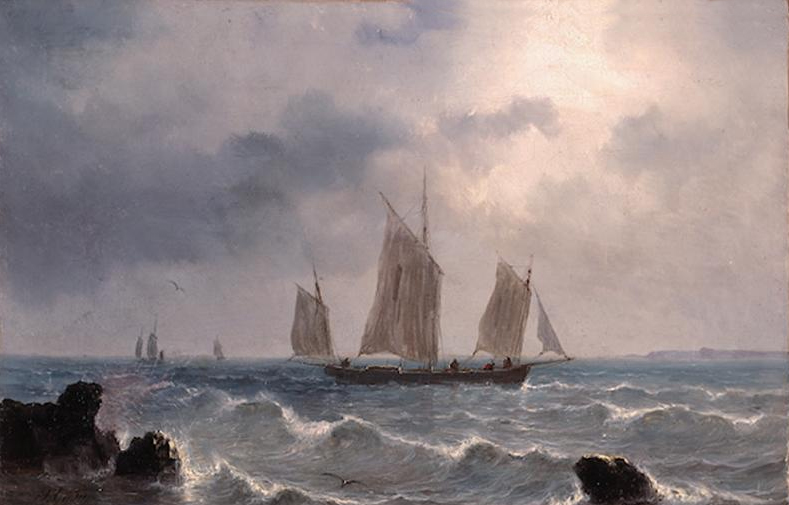
Voiliers près des côtes, Saint-Vaast-la-Hougue, musée maritime de l'île Tatihou.
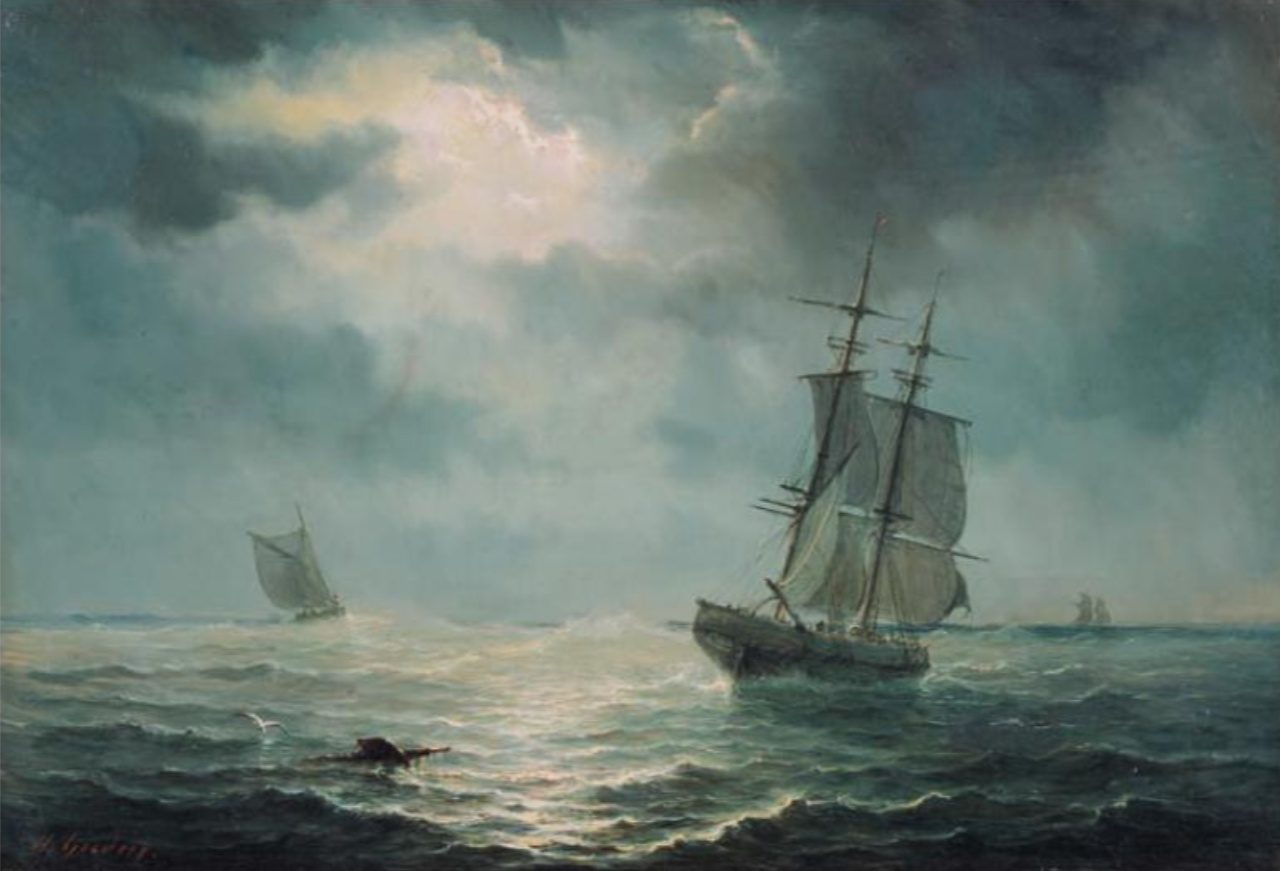
Marine au clair de lune, Musée des beaux-arts de Brest
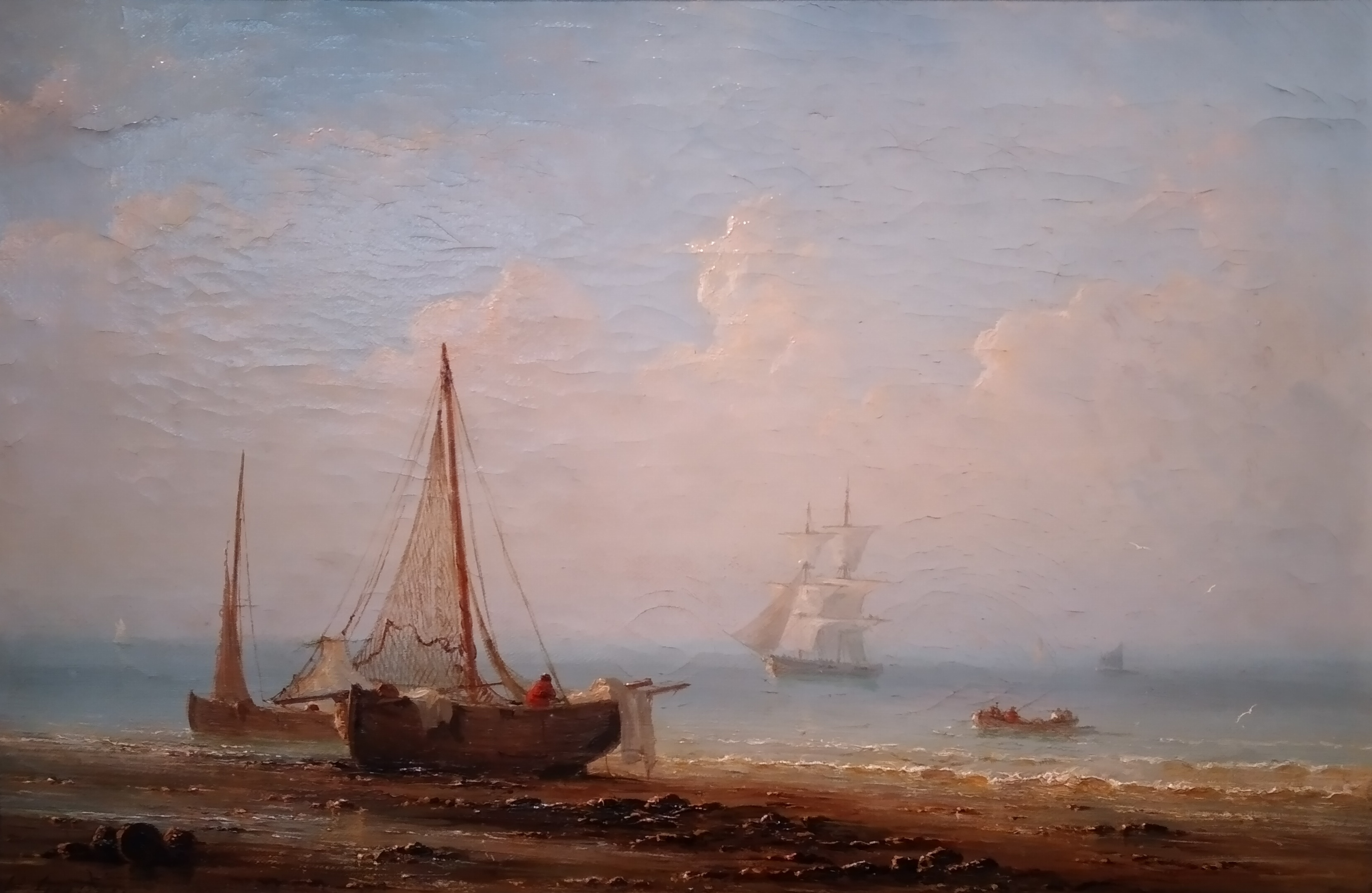
Barques échouées à l'aurore, Musée des beaux-arts de Brest